# Lepidemathis astorgasensis
Lepidemathis astorgasensis är en spindelart som först beskrevs av Barrion, Litsinger 1995.  Lepidemathis astorgasensis ingår i släktet Lepidemathis och familjen hoppspindlar. Inga underarter finns listade i Catalogue of Life.